# Tropeopsila latifrons
Tropeopsila latifrons är en tvåvingeart som beskrevs av Shatalkin 1983. Tropeopsila latifrons ingår i släktet Tropeopsila och familjen rotflugor. Inga underarter finns listade i Catalogue of Life.